# آبدون پامیچ
آبدون پامیچ (ایتالیایی: Abdon Pamich؛ زادهٔ ۳ اکتبر ۱۹۳۳) دونده دو استقامت اهل ایتالیا بود.
وی همچنین برندهٔ جوایزی همچون نشان شایستگی از جمهوری ایتالیا شده‌است.
وی در مسابقات کشوری و بین‌المللی در مجموع برندهٔ ۸ مدال طلا، ۱ مدال نقره، ۱ مدال برنز شده‌است.